# Лян Цяо
Лян Цяо (кит. 乔梁; род. 6 июля 1969) — китайский кинорежиссёр.

## Биография
Родился 6 июля 1969 года. В 1990 году окончил Колледж искусств провинции Гирин при Северо-Восточном педагогическом университете в городе Чанчунь, провинция Гирин. В 1996 году получил степень магистра по специальности режиссура в Пекинской киноакадемии. Преподаёт там же.

## Фильмография
- 上海故事 (короткометражный, 1995)[2]
- 人类的敦煌 (документальный, 1997)
- 梅雨季节 (2001)
- 都市没有地平线 (2003)
- 塬上/Хохлатый ибис/Crested Ibis (2017)[3]

## Награды
- 2015 — награда за лучшую режиссёрскую работу, 22-й Пекинский студенческий кинофестиваль[кит.][4].
- 2017 — лауреат первой премии «Золотой святой Георгий» за фильм «Хохлатый ибис» (кит. 塬上, англ. Crested Ibis), XXXIX Московский международный кинофестиваль[5].